# Сєверне (Євпаторійський район)
Сє́верне (до 1948 року — Нємсє́-Чагалта́й, крим. Nemse Çağaltay) — село Євпаторійського району Автономної Республіки Крим. Розташоване на півночі району.
Відстань від райцентру до населеного пункта становить 60 кілометрів по прямій.